# Nystalea difficilis
Nystalea difficilis är en fjärilsart som beskrevs av Max Wilhelm Karl Draudt 1932. Nystalea difficilis ingår i släktet Nystalea och familjen tandspinnare. Inga underarter finns listade i Catalogue of Life.